# Hylobates klossii
Il gibbone delle Mentawai (Hylobates klossii Miller, 1903) è un primate appartenente alla famiglia degli Hylobatidae.

## Descrizione
Questa specie non ha dimorfismo sessuale nel colore: sia i maschi che le femmine sono completamente neri. Assomiglia al siamango, ma è di dimensioni leggermente minori. Il peso può essere al massimo 6 kg e la lunghezza è da 44 a 63 cm.

## Biologia
Come gli altri gibboni è diurno, arboricolo e frugivoro, anche se la dieta può includere uova di uccelli e piccoli animali. Come quasi tutti i gibboni segnala vocalmente il proprio territorio. Il canto del gibbone delle Mentawai è considerato il più bello tra tutti i canti dei gibboni . Come gli altri gibboni vive in coppie monogame. L'aspettativa di vita è di circa 25 anni.

## Distribuzione
Il gibbone delle Mentawai deve il suo nome al fatto che il suo areale è limitato alle isole Mentawai, a ovest di Sumatra.

## Conservazione
A causa della deforestazione, che restringe progressivamente il suo habitat, la specie è stata posta dall'IUCN nella categoria vulnerabile  (VU).